# ایمانتس بودنیکس
ایمانتس بودنیکس (انگلیسی: Imants Bodnieks؛ زادهٔ ۲۰ مهٔ ۱۹۴۱) دوچرخه‌سوار اهل آلمان نازی است.
وی در مسابقات کشوری و بین‌المللی در مجموع برندهٔ ۱ مدال نقره شده‌است.